# Jackson Capel
Jackson Rehburg Capel (* 26. Januar 1987) ist ein ehemaliger US-amerikanischer Basketballspieler.

## Laufbahn
Capel spielte an der Heritage Christian Academy im US-Bundesstaat Kentucky sowie ab 2005 an der Evangel University (ebenfalls Kentucky). Bis 2009 erzielte er 2337 Punkte für die Hochschulmannschaft und setzte sich damit an die Spitze der ewigen Korbjägerliste der Evangel University. Auch seine 405 Dreipunktwürfe, die Capel zwischen 2005 und 2009 erzielte, bedeuteten den Höchstwert in der Geschichte der Hochschulauswahl. In der Saison 2008/09 war Capel mit einem Punkteschnitt von 23,6 je Begegnung bester Korbschütze der NAIA.
Sein erster Halt als Berufsbasketballspieler war der brandenburgische Verein RSV Eintracht, für den er im Spieljahr 2009/10 auflief und mit einem Punkteschnitt von 24,6 den Bestwert in der 2. Bundesliga ProB verbuchte. Von 2010 bis 2012 stand Capel bei den Cuxhaven BasCats in der 2. Bundesliga ProA unter Vertrag und trumpfte auch bei den Niedersachsen als wurfstarker Spieler auf.
In der Saison 2012/13 verstärkte er den Schweizer Nationalligisten BC Boncourt, aufgrund eines Handbruchs endete seine Station in der Schweiz im April 2013. Es folgte ein Halt in der vierten spanischen Liga EBA, im Dezember 2015 kehrte Capel zum RSV Eintracht zurück. Im Spieljahr 2016/17 weilte er wiederum in Spanien, spielte im Laufe der Saison für zwei verschiedene Zweitligisten.
Zu Beginn der Saison 2017/18 trat er das Amt des Co-Trainers bei der Hochschulmannschaft der Cincinnati Christian University an. 2018 wechselte er als Co-Trainer an die Indiana University East. Er blieb zwei Jahre im Amt, in der Saison 2020/21 war er Assistenztrainer an der Palm Beach Atlantic University (zweite Division der NCAA), 2021 kehrte Capel an die Evangel University zurück und wurde dort Assistenztrainer unter seinem Bruder Bert als Cheftrainer.